# تغییر سریع (فیلم)
تغییر سریع (به انگلیسی: Quick Change) فیلمی محصول سال ۱۹۹۰ و به کارگردانی هاوارد فرانکلین و بیل مری است. در این فیلم بازیگرانی همچون بیل مری، جینا دیویس، رندی کواید، جیسون روباردز، فیلیپ بوسکو، باب الیوت، فیل هارتمن، تونی شالهوب، ویکتور آرگو، استنلی توچی، جیمی شریدن، کرتوود اسمیت و پل هرمن ایفای نقش کرده‌اند.